# 伊麗莎白·庫伯勒-羅絲
伊麗莎白·庫伯勒-羅絲（Elisabeth Kübler-Ross，1926年7月8日—2004年8月24日）是一名瑞士裔美籍精神科醫師，出生於瑞士蘇黎世。庫伯勒-羅絲知名於她的瀕死研究，以及以她命名的庫伯勒-羅絲五階段模型。她於2007年被列入國家女性名人堂名單中。